# Wilmington (Delaware)
Wilmington is de grootste stad in de staat Delaware (Verenigde Staten). De stad ligt aan de samenvloeiing van Christina River en Brandywine Creek, vlak voor de Christina River in de Delaware River uitmondt. Wilmington is de hoofdstad van New Castle County en is een van de grootste steden van Delaware Valley, het stedelijk gebied met Philadelphia als grootste stad. Wilmington heeft 72.876 (2006) inwoners en een oppervlakte van 44,3 km².

## Geschiedenis
Het gebied waarop Wilmington ligt werd voor het eerst in bezit genomen door Zweden (hetgeen nog terug te zien is in de lokale vlag) rond 1638 met de bouw van Fort Christina. In 1655 namen de Nederlanders het gebied over van de Zweden en Finnen. Zij noemden de plaats Altena. In 1664 namen de Britten het op hun beurt over. Oorspronkelijk heette de plaats Willington (naar Thomas Willing), later werd de plaats hernoemd en vernoemd naar Spencer Compton, graaf van Wilmington.
Tijdens de Amerikaanse Burgeroorlog beleefde de stad haar grootste groeiperiode. Hoewel Delaware officieel bij de Unie hoorde, was de staat verdeeld tussen aanhangers van de Unie en de Confederatie: het noordelijke deel van de staat steunde grotendeels de Unie, het zuidelijke deel van de staat de Confederatie. Door de oorlog was er een enorme vraag naar goederen en materialen. De stad groeide doordat nieuwe industrieën zich in de plaats vestigden. In de stad werden schepen, treinwagons, buskruit, schoenen, tenten, uniformen, dekens en andere oorlogsgoederen gemaakt. In 1868 werden in Wilmington meer ijzeren schepen gemaakt dan in de rest van het land samen, en de stad was de grootste buskruitproducent en de op-één-na-grootste producent van wagons en leer. Doordat de stad in de oorlog zo floreerde, breidde de stad naar het westen uit.
In 1860 had de plaats ruim 21.000 inwoners, in 1920 meer dan 110.000. Ook tijdens de twee wereldoorlogen bloeide de industrie van de stad. Na de Tweede Wereldoorlog trokken de buitenwijken ten noorden van de stad veel nieuwe inwoners. door deze groei was het nodig nieuwe wegen en snelwegen aan te leggen. De aanleg van de I-95 interstate-snelweg zorgde ervoor dat veel oude wijken doorsneden werden en droeg bij aan een aanzienlijke daling van het aantal inwoners. Na de moord op Martin Luther King had de stad last van rellen, waardoor troepen van de National Guard enige maanden in de stad orde moesten houden.
De laatste decennia is de uittocht van inwoners tot stilstand gebracht. Het inwonersaantal is al enige tijd stabiel rond de 70.000. Sinds de jaren tachtig is Wilmington een populaire vestigingsplaats van Amerikaanse banken en financiële instellingen.

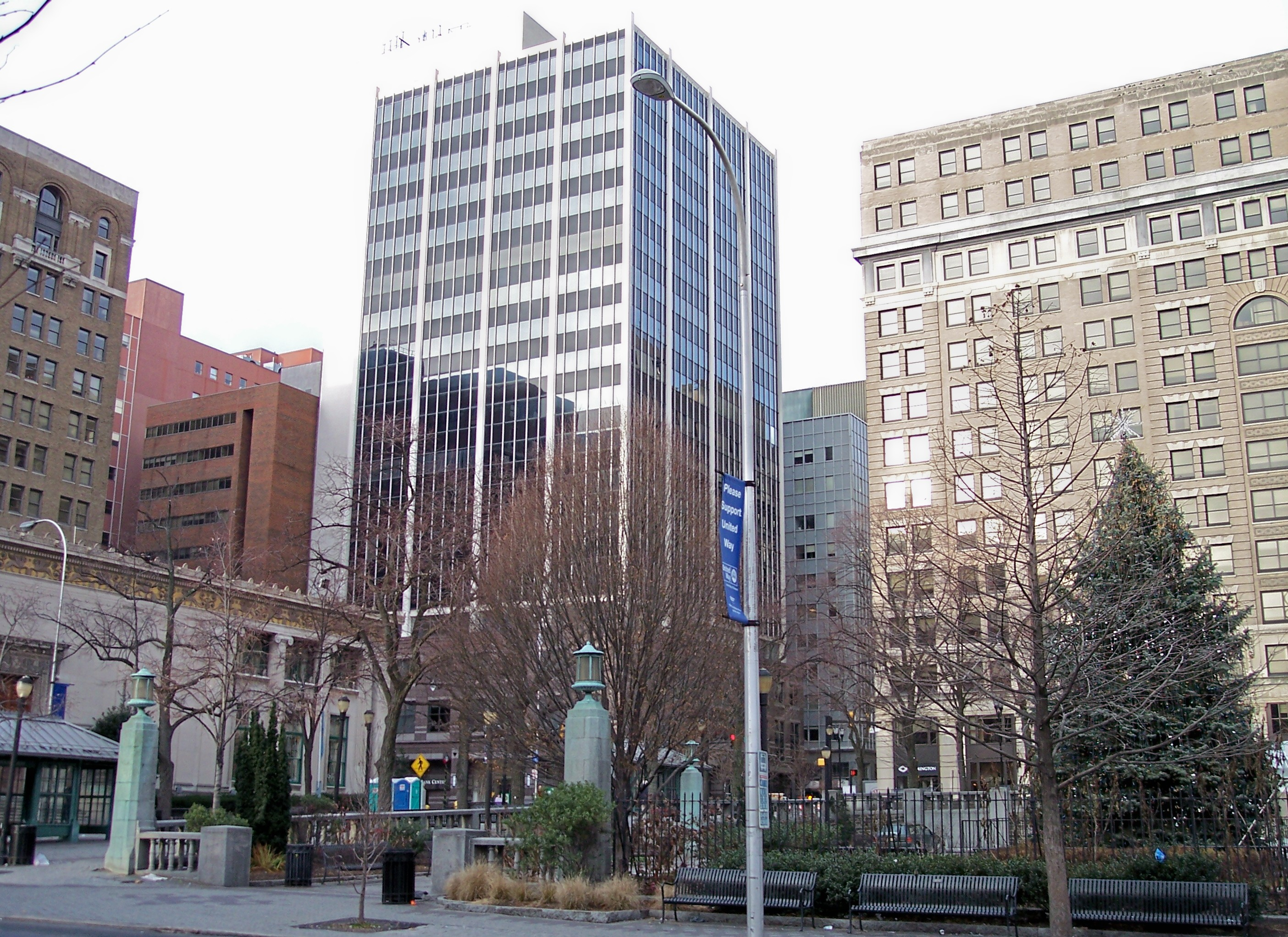
Rodney Square in downtown Wilmington in 2006

## Plaatsen in de nabije omgeving
De onderstaande figuur toont nabijgelegen plaatsen in een straal van 8 km rond Wilmington.

## Bekende inwoners van Wilmington

### Geboren
- Herbert Weir Smyth (1857-1937), klassiek filoloog
- Herta Ware (1915-2005), actrice
- Daniel Nathans (1928-1999), microbioloog en Nobelprijswinnaar (1978)
- Clifford Brown (1930-1956), jazztrompettist
- Bernie McInerney (1936), acteur
- William Poole (1937), econoom
- Kathleen Widdoes (1939), actrice
- George Thorogood (1950), bluesgitarist
- John Carney (1956), gouverneur van Delaware
- Patrick Kerr (1956), acteur
- Yvette Freeman (1957), actrice, filmproducente, filmregisseuse en scenarioschrijfster
- Cynthia Rothrock (1957), karateka en actrice
- Nancy Currie (1958), astronaute
- Sara Lazarus (1962), jazzzangeres
- Elisabeth Shue (1963), actrice
- Arturs Krišjānis Kariņš (1964), premier van Letland
- Barb Lindquist (1969), triatlete
- Raúl Esparza (1970), acteur en zanger
- Katherine Compton (1978), veldrijder

### Elders geboren
- Joe Biden (1942), Democratisch vicepresident van de Verenigde Staten; President van de Verenigde Staten - het treinstation is "hernoemd" naar Joseph R. Biden Jr. Railroad Station, maar heet in de praktijk nog steeds Wilmington station.